# Валява (Черкаський район)
Валя́ва — село в Україні, у Черкаському районі Черкаської області, у складі Городищенської міської громади. Розташоване за 7 км на захід від центру громади — міста Городище, 3 км від зупинного пункту Завадівка та за 159 км від столиці України — міста Києва.

## Етимологія назви
Походження назви села Валява точно не встановлено, але найімовірніше утворилось воно від лексеми «валежу», тобто вирубування лісу, який використовували для будівництва домівок перші поселенці. Існує також тлумачення, що ця назва могла залишитися у спадок від германських племен готів. Назва «Валява» в такому випадку, ймовірно, походить від словосполучення слів гот. мови Walhoz (волохи) та Ahwa (вода).
Село Валява є і в Чернівецькій області, але там його назву виводять від молдавського слова «валява», що означає долина. Етимологічний словник української мови має й інші значення слова «валява», зокрема «купи», «руїни» та «поле битви вкрите трупами»
.
Село Валява (Walawa) є і в Польщі, цю назву також можна часто зустріти серед топонімів Індії.

## Історія
З переказів відомо, що село Валява виникло близько середини XIII століття серед густого на той час лісу на березі невеликої річки Погань (Зубра). Давня історія земель, на яких знаходиться сучасне село, є малодослідженою. На території села та його околиць було відкрито поселення трипільської культури (IV—III тис. до н. е.), на підставі попередніх археологічних розвідок вважається, що його площа займала понад 100 гектарів і належало воно до гілки найбільших поселень західної трипільської культури
. Були знайдені також сліди епохи бронзи (II тис. до н. е) та черняхівської культури (II—VI ст. н. е), а також кургани скіфської доби. Не зважаючи на знахідки залишків перелічених культур жодні ґрунтовні археологічні роботи на цій місцевості не проводилися.

### Козаччина

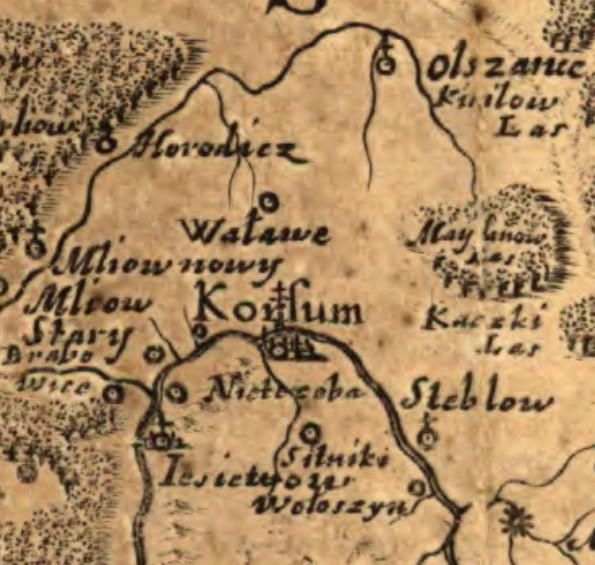
Валява на генеральній мапі України Ґійома Боплана 1648 року

1633 року Мліївщина, до якої територіально належала Валява, була придбана князем Станіславом Конєцпольським у Христини Коженьовської, внучки Івана Зубрика, одного з перших відомих власників цих земель. Саме відтоді, за твердженням авторів географічного словника Королівства Польського, ці землі почали активно залюднюватися:
|  | Заснуванням нових слобід в тих часах займалися так звані «осадничі». Вкопавши «волю» тобто стовп, який запрошував до поселення на корисних умовах, закликали та шукали нових жителів, яким, поза наданням ґрунту, будували на початок халупу, давали коні, воли та всяку іншу допомогу. «Воля» надавала свободу користування землею на певний термін (від 15 до 30 років). Тоді ж біля Мліїва невдовзі повстали на повних слобідських правах такі волості як Деренковець, Валява.... |

Після смерті коронного гетьмана Конєцпольського 1646 року його добра успадкував син, князь Олександр Конєцпольський. Під час повстання Богдана Хмельницького українські землі, які перебували під власністю Конєцпольських, були привернуті під гетьманську руку. 1661 року Мліївщина та Городищина була віддана Самуелю Зарудному, судді Війська Запорізького, але ще того ж року за сеймовою конституцією ці володіння були віддані сину Олександра Конєцпольського, краківському каштеляну Станіславу Конєцпольському, останній невдовзі помер безнащадно, і за тестаментом від 22 серпня 1682 року все нерухоме майно заповів своєму дядькові Янові Конєцольському.

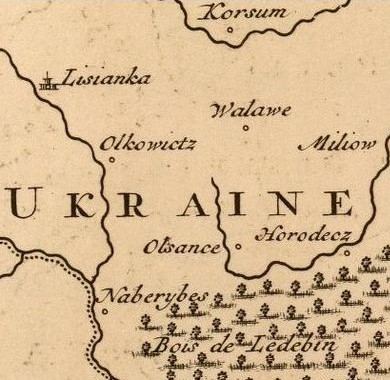
Валява (Walawe) на мапі Малої Татарії, Криму та Чорного моря Д. Гуіллауме 1742 року

 Під час походу Пилипа Орлика на Правобережну Україну князь Олександр Яблоновський безправно приєднав до своїх володінь Мліїв та Городище. Ян Конєцпольський розпочав в цій справі судові процеси, але вже 1725 р. безнащадно помер й усі його українські маєтки успадкував кревний Валевський, від якого їх невдовзі придбав польний гетьман Юрій Любомирський. Село поступово розросталося і 1741 року нараховувало вже 100 дворів. Ще раніше, 1722 року, у Валяві було збудовано Покровську церкву.
Соціально-релігійне зіткнення між шляхтою та населенням, яке ввійшло в історію під назвою Коліївщини, увіковічилося в збірках документів, зберігаючи чи не кожну важливу постать цієї страшної події. Так в зібранні гродських та земських актів Речі Посполитої знаходимо скарги греко-католицьких священиків з книги гродських актів Київського воєводства. Серед скарг збереглося ім'я Яна Полюшина, валявського пароха, настоятеля Покровської церкви, який, втікаючи від повстанців, був схоплений в Мошнах, зв'язаний та відправлений до Канева, де й був показово розстріляний.
Залишився у історії Валяви також ватажок на прізвище Бандурка, очільник 300 особового загону гайдамак. Під Валявою загін Бандурки було розбито полком князя Баратова, розправа з повстаняцми була показова — їх змусили викопати величезну яму, після чого, зібравши тим часом якнайбільше жителів села, полонених було розстріляно, а яму засипано та зрівняно із землею, хоча звідти й було ще чутно стогони гайдамак. Відібране у ватаги Бандурки добро було поділене між членами полку князя Баратова.
Своєю чергою участь мешканців Валяви у гайдамацькому повстанні незаперечна. Ось як тогочасні польські літописання визначають її жителів:
|  | Любомирські звинувачували Корсунь в тому, що гостинно приймав Залізняка, а відділи корсуньських реєстрових козаків лише вдень охороняли місто, вночі ж грабували місцеве населення. Власники ж Корсуні у відповідь звинувачували Городищенську волость, а, власне, село Валяву в тому, що складається виключно з розбійників, які під час Коліївщини наживалися на грабунку сусідніх добр.... |

### Новий час
2 січня 1787 року Францішек Любомирський продає Смілянщину, до складу якої входив і Городиський ключ з Валявою, Григорію Потьомкіну. 1794 року після смерті Потьомкіна, маєток перейшов у власність до його племінниці Олександри Енґельгардт і вже тоді село було досить великим: в ньому налічувалось 2557 жителів та було дві церкви й три млини. Чоловік Олександри Енґельгардт — Францішек Браницький, 1826 року віддає Валяву в придане своїй дочці Єлизаветі Воронцовій, яка 1819 року вийшла заміж за князя Михайла Воронцова. У повному зібранні законів Російської імперії можна знайти постанову № 18452 від 21.11.1844 року «Про заснування майорату в земельній власності дружини генерал-адютанта графа Воронцова». Підписана імператором Миколою І постанова встановлювала межі новоствореного майорату, серед переліку населених пунктів, які ввійшли до майорату, згадується і Валява.

Валява на мапі Федора Шуберта 1830 року

1852 року в селі було відкрито першу школу. Нею була звичайна сільська хата, яка могла вмістити в собі не більше 15 учнів. Вважається, що школу відвідували діти заможних селян.
З переказів відомо, що напередодні проведення селянської реформи, а саме 1855 року, відбувся протикріпосницький виступ селян. 1861 року, рік проведення реформи, у Валяві нараховувалося 497 дворів, з них тільки 8 дворів мали тяглову силу, 442 двори були пішими, а ще 47 дворів зовсім не мали землі — мешканців цих дворів називали огородниками і працювали вони в маєтку поміщика дворовими людьми. Після розкріпачення селяни повинні були викупити 2276 десятин польової та 509 десятин присадибної землі, відповідно також треба було сплачувати щорічний державний податок в загальній сумі 5533 карбованців. Така величина і форма оподаткування встановлювались на 7 років.
Тяжкий до сплати державний податок призвів до виступів селня, в 1864 році селяни на чолі з Олексою Марченком (Лапченко), Павлом Зарубою, Йосипом Блохою та Якимом Лапченком відмовились платити викупні платежі. В лютому 1864 року для арешту керівників виступу прибула делегація з державних службовців та старост навколишніх сіл. На зібрані села де зібралось понад 300 чоловік, арешт не вдався, представників влади було побито і розігнано. Пізніше організаторів виступу було осуджено Черкаським повітовом судом і Київської палатою кримінального суду. Справа по виступу тяглась біля двох років, обвинувачених було виправдано, проте сплачувати державний податок селяни були зобов'язані й надалі.
На той час у селі було 2 водяних млини, винокурня та цегельний завод. Вісім вітряних млинів належали селянами, стояли вони на неугіддях проте їх власники повинні були сплачувати досить високу орендну плату, щорічно 6 % в розрахунку до 204 карбованців за одну десятину орендованої землі.
У книзі «Сказання про населені місцевості Київської губернії», виданій 1864 року, краєзнавець Лаврентій Похилевич пише також про Валяву. Зокрема подає кількість мешканців — 3089 осіб, згадує про наявність старих могил у північній частині села і дуже врожайні ґрунти. Пише він також про історію сільських церков:
|  | В селі знаходиться дві церкви: Покровська та Введеньска, обидві дерев'яні, 5-го класу, мають по 34 десятини землі и по рівному числу прихожан. Під час візитів представників Смілянського деканату 1741 та 1746 р., існувала тільки Покровська церква; вважається, що була збудована в 1722 році; священиком під час візиту був Іоанн Яремович, висвячений в Києві. Нині існуюча Покровська церква побудована в II половині минулого століття; Введенська побудована в 1855 році на місці тієї, що існувала з половини минулого століття та була розібрана . |

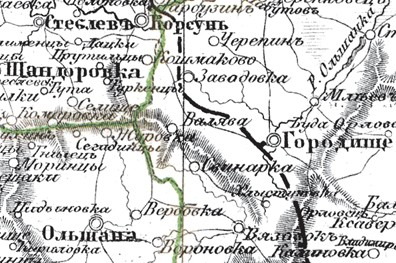
Валява на атласі Російської імперії 1876 року

У 80-х роках було відкрито нову церковно-парафіяльну школу, яка проіснувала аж до 1917 року. Відомо, що першими учителями були Сава Литвин та Барабаш Філін, пізніше Іван Литвин, Микита Безпоясько та Афанасій Ракша.
Валява також згадується в книзі Володимира Антоновича «Археологічна карта Київської губернії», виданій 1895 року: «Біля села є 12 курганів. Знайдені були: позолочена срібна сільниця, срібні бубонці, золоті та срібні монети. В 1885 році на полі були знайдені: 2 срібних кульки та срібна чаша (стиль renaissance XVII ст.) і поряд глиняний глечик, у ньому 30 червінців і декілька срібних монет: польська, нідерландська, німецька і по одній, — угорська, швейцарська та венеціанська (1595—1678)».
1884 року спадкоємець Семен Михайлович Воронцов віддав Валяву своїй племінниці Катерині Андріївні Балашовій (Шуваловій):
|  | Въ селе Валява числится земли 2726 десятинъ, изъ нихъ принадлежитъ: церквамъ - 75 десят. и крестьянамъ - 2652 десят. Село принадлежитъ Екатеринѣ Андреевнѣ Балашевой. Хозяйство въ имѣніи ведеть управляющій Максимъ Михайловичъ Крыжановскій. Хозяйство ведется по трехпольной системъ. На селе имѣються: 1 православная церковь, 1 церковно-приходская школа, 28 вѣтряныхъ мельницъ, 2 кузницы, 1 сельскій банкъ, гдѣ къ 1 января 1900 года было на лицо 1349 руб. и въ ссудѣ - 2493 руб. и 1 хлѣбный магазинъ, гдѣ къ тому же времени было 1406 чт. озимаго и 703 чт. ярового хлѣба. Мірской капиталъ къ тому же времени достигъ суммы въ 3318 руб., а продовольственный - въ 811 рублей. Пожарный обоз состоитъ изъ 2 бочекъ и 2 багровъ . |

У поданому описі Валяви помилково стверджувалось наявність однієї церкви, насправді в селі були дві православні церкви — Покровська та Введенська, селяни їх утримували за власний рахунок. Окрім цього не згадано також про 2 постоялих двора і 8 крамниць. Селяни також мали змогу користуватися послугами 28 вітряків та 2 кузень, які перебували у особистій власності місцевих господарів. Не збігаються з дійсністю також твердження про розподіл земель у селі, бо насправді під користуванням селян було тільки 651 десятина, решта ж, а саме 2075 десятин, у поміщиці Балашової — по 1038 десятин у Валявській та Червінській економіях. Соціально-економічні настрої мешканців села були неспокійними, зокрема відомо, що 8 листопада 1896 відбувся виступ селян з Валяви на Червінську економію з метою повернути свою худобу, яка була затримана під час випасу на полях останньої.
Тогочасне село неодноразово згадується у спогадах О. Г. Барміна, радянського дипломата, а пізніше керівника російської служби радіостанції «Голос Америки». Значну частину свого дитинства він провів у Валяві, де проживала найближча родина його матері:
|  | Моя мать была одной из восемнадцати детей егеря и выросла в деревне, не видев в жизни ничего, кроме трудностей, хотя семья никогда не испытывала недостатка в пище... Тот факт, что все восемнадцать детей достигли зрелого возраста, свидетельствовал о том, что условия жизни хотя и были трудными, но вполне сносными. В пятнадцатилетнем возрасте она работала в имении баронессы Браницкой, за двадцать пять копеек в день с утра до вечера убирала свеклу. В семнадцать лет она вышла замуж за школьного учителя, который недавно овдовел, был намного старше ее и имел двух сыновей. Я был у нее единственным ребенком... Развлечением был местный рынок. Там были горы фруктов и овощей, были гадалки и представления, там можно было купить ряженку, пряники и даже резиновые мячики. Крестьяне, приезжавшие из дальних деревень на повозках, громко спорили по каждой сделке. Мы таращили глаза на книги в красивых цветных обложках, у которых были русские народные сказки, или слонялись вокруг прилавков, заваленных леденцами, ярко раскрашенными пирожными и петушками из ячменного сахара . |

У травні 1905 року відбувся виступ селян проти поміщиків, як цей так інші виступи селян стали передвісниками загострення загальнодержавної кризи та вибуху революції 1905—1907 рр. Так, 12 травня зранку в Червенській економії Балашової зібрались селяни із Валяви, Свинарки та Квіток, але до роботи не приступили, вимагаючи підвищення плати до 50 копійок за день. Протягом всього дня в економії роботи не проводили але вже наступного дня деякі працівники прийшли до згоди з адміністрацією економії на таких умовах: встановлювалась оплата 30 копійок на день додатково селяни мало отримували в економії їжу. Решта селян продовжувала страйкувати, для придушення виступу 19 травня у Валяву прибув батальйон піхоти, але селяни і дальше наполягали на своїх вимогах. Найактивніших селян було заарештовано, серед них Сергія Повстянко, Тимофія Пономаря, Мирона Твердохліба, Бориса Кухаренка, Івана Улізька, Фотія Костенка, Якова Колесника, Петра Годованика, Якима та Каленика Пономарів — усі перебували у Черкаській повітовій в'язниці. Але вже 24 травня на буряковій плантації, де працювало 600 жінок, з'явилось 200 селян і в присутності військ примусили адміністрацію економії припинити роботу. Не зумівши протистояти виступу селян, керівництво було змушено дати згоду на задоволення вимог страйкарів — всі селяни, без винятку, працюючи по 5 — 6 годин на добу, мали одержати підвищену платню.
Не зважаючи на повільний економічний розвиток Київської губернії та Російської імперії в цілому, станом на 1913 рік в селі поза церквами та школою діяли бакалійна і мануфактурна лавки, кредитне та споживче товариства, сільський банк. У селі проживало 4974 особи.

### Новітній час
1918 року частина селян улаштували свій бойовий штаб, комітет бідноти, який очолив Степан Кучер. Цим же комітетом було проголошено радянську владу в селі. Не всі селяни підтримували такі починання, серед них виникали часті суперечки та зіткнення. Заможніші селяни підтримували рішення, які проголошувала Українська Центральна Рада, радо зустрічали українські та союзницькі війська, всіляко підтримували боротьбу з поширенням комуністичного задуму у селі.
3 лютого 1920 року через Валяву під час Зимового походу проходив Кінний полк Чорних Запорожців Армії УНР і зупинився там на вечерю.
Та вже у червні 1920 року в селі було засновано комуністичний партійний осередок, а в листопаді 1921 року — виконавчий комітет. Світоглядні та майнові протистояння лягли в основу трагічних подій, взаємних звинувачень, цькування та вбивств. Жертвами цих сутичок стали: Степан Кучер (вбитий пострілом в грудні 1918 р.), Михайло Кулініч (член виконавчого комітету, вбитий через повішення у 1922 р.), Павло Ткаченко (секретар партійного осередку, вбитий у 1922 р.), Яків Нечипоренко (голова комітету незаможних селян, вбитий у 1922 р.), Пантелій Махиня (член виконавчого комітету, вбитий у 1922 р.), Іван Литвин (секретар комсомольської організації, вбитий у 1922 р.)
1923 року частина незаможних селян створила артіль зі спільного обробітку землі під назвою «Сівач», що об'єднала 16 господарств та 80 гектарів землі. Мало дослідженими досі залишається життя села та її мешканців під час голодомору 1921–1923 років.
Наприкінці 1929 року у Валяві засновано колгосп, головою якого став Михайло Клепко; встановлена посівна площа становила 4196 гектарів. У розпорядженні колгоспу був один трактор. Примусова колективізація була зустріта неохоче, заможніші селяни не мали жодного бажання ділитися плодами своєї власної праці з іншими. Та невдовзі, 1930 року, збори селян-колгоспників прийняли рішення про розкуркулення деяких селянських господарств, так зароблене одними було поділене між іншими. Серед жертв нового колгоспного ладу були: Гаврило Міленко, Афанасій Криворучко, Данило Жежер, Тихін Ревуцький тощо. Все їх майно було передане у власність колгоспу.
Голодомор 1932–1933 років став знаряддям для остаточної колективізації села, за попередніми оцінками в селі загинуло щонайменше від 223 жителів до 480 осіб. Наступним кроком для винищення інакодумців стали сталінські репресії, число жертв яких досі невідоме.
У 1933—1934 роках у селі проведено повну колективізацію. На 27 червня 1935 року колгосп ім. Комінтерну мав статус сільськогосподарської артілі, що об'єднувала 1021 колгоспний двір, посівна площа дорівнювала 5 000 гектарів. Цього ж року колгосп було розділено на 2 частини: колгоспи ім. Комінтерну та ім. Будьонного. Тоді ж у селі з'явилася перша електрична лампочка, відкрито нову школу, у якій навчалось 390 дітей, побудовано новий клуб та закрито обидві церкви.

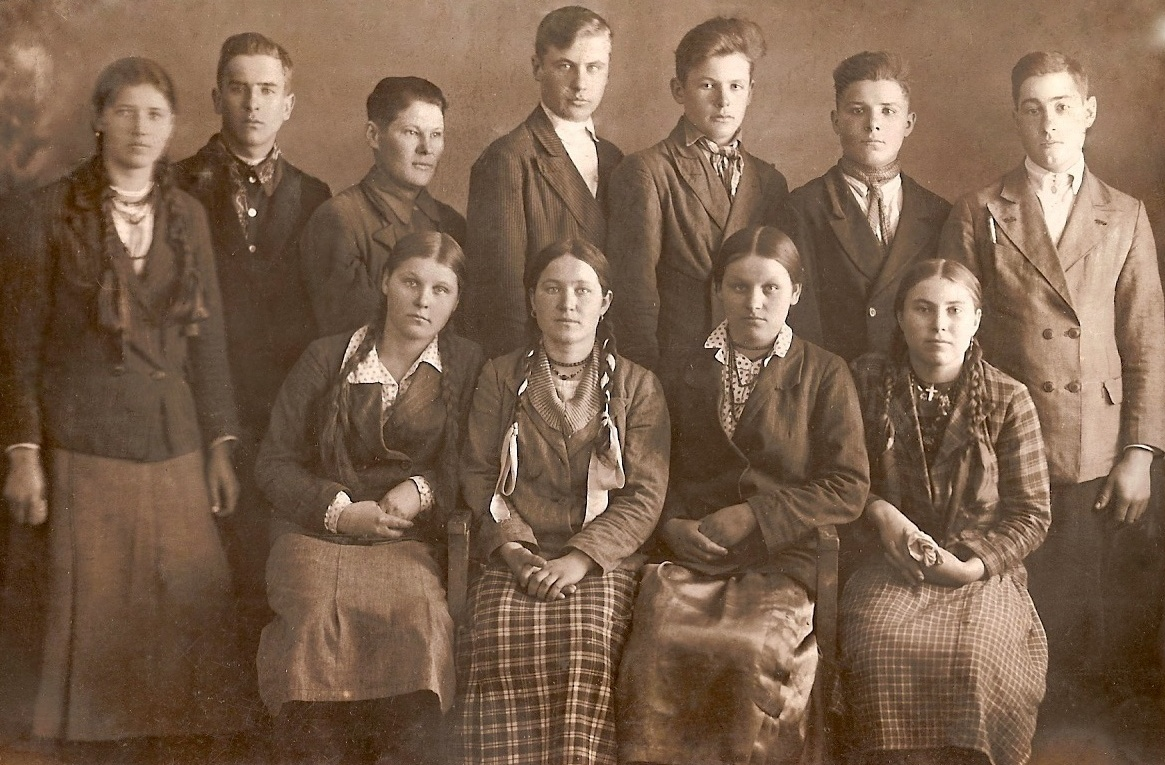
Випускний клас Валявської школи зі вчителькою. 40-ві роки XX століття.

Вже у липні 1941 року розпочалася евакуація колгоспів: вся робоча худоба, молодняк, колони тракторів повільно рухалися на схід. Були евакуйовані також сім'ї частини сільських активістів. Вже у серпні 1941 року в селі були частини окупаційних військ, деякі селяни підпалювали приховану пшеницю. Згодом на базі колгоспу нацистами було влаштоване нове господарство, методи були такі ж самі, які використовували комуністи 10 років тому — грабунок селян. Восени 1941 року на єврейському цвинтарі в м. Городище були розстріляні активісти комуністичної партії: Ганна Повстянко, Юрія Клепко, Якова Короля, Данила Коваля, Артема Гаркушу та Григорія Пеліпея.
Навесні 1942 року з села на примусові роботи до Німеччині були вивезені близько 200 чоловік, до 1944 р. це число збільшилося до 370 осіб. Закатовано було 9 осіб. Під час німецько-радянської війни в бойових діях брали участь 721 мешканець села, з них 381 особа загинула. За мужність і відвагу 694 жителів було нагороджено бойовими орденами й медалями Радянського Союзу. Звання Героя Радянського Союзу присвоєно Яровому Петру Павловичу. Вшановуючи пам'ять загиблих, жителі села встановили обеліск Слави.
10 лютого 1944 року після триденних боїв, під час яких село 8 і 9 лютого переходило із рук в руки, Червона Армія зайняла село.
1944 року в обох селах було лише 4 пари коней та працювало дві молотарки малої потужності. Для виконання сільськогосподарських робіт широко використовували корів, якими переважно працювали жінки. Але вже у 1945 році спільними зусиллями механізаторів Городищенської МТС та мешканців села вдалось обробити і засіяти всі поля колгоспу. Вже 1950 року середній врожай зернових становив 27,8 цн з одного га на площі 1200 га.
18 вересня 1950 року відбулися загальні збори колгоспників артілі імені С. М. Будьонного та артілі імені Комінтерну, на яких було вирішено об'єднатися в одну сільськогосподарську артіль імені С. М. Будьонного. В об'єднаному колгоспі налічувалось земельних угідь на 5650 га, зокрема сільськогосподарських угідь на 4250 га, серед яких орної землі 3715 га, саду 42 га та луків 86 га.
Весною 1954 року було розпочато будівництво виноробного заводу. Приміщення складалося з трьох кам'яних підвалів, над підвалами піднімався двоповерховий переробний цех. Виробництво вина в колгоспі щорічно збільшувалася: з 2 000 літрів у 1955 р. до 1964 40 000 - 1964 року. Від реалізації вина 1964 року колгосп одержав 50 000 карбованців.
1958 року в артілі побудовано автогараж на 9 автомашин, два корівники на 220 голів, будинок тваринника з банею і клубом. Лише 1959 року за рішенням правління колгоспу перевело працівників тваринництва на грошову оплату.
Зі середини 1957 року парторганізація і правління колгоспу почали випускати багатотиражну газету «За високий урожай» (редактор Холод Н. П.). газета виходила 2 рази на місяць. Усього випущено на цей період 155 випусків.
За семирічним планом розвитку господарства передбачалося на кінець 1965 року досягти урожаю зернових 30,6 цн з гектару, надоїти молока 13 тис. цн, виробити м'яса на 100 га угідь — 70 цн. Виконуючи ці рішення, колгосп на кінець 1964 року мав урожай зернових 25,8 цн, валовий надій молока становив 12941 ц, вироблено м'яса на 100 угідь 65,7 цн.
1964 року для тварин збудовано троє капітальних приміщень, а також доїльний майданчик. Тепер доярка доглядає 25 корів, а не 12. Весною 1964 року було прокладено водогін довжиною 2197 м, який забезпечував водою школу, сільську лікарню, пологовий будинок, дитсадок, приміщення громадських організацій та 50 дворів колгоспників.
Станом на 1972 рік в селі мешкало 3424 людей. На території Валяви була розміщена центральна садиба колгоспу «Перемога», який користувався 5361,2 га землі, з них 3726 га орної. Вирощував зернові й технічні культури. Було розвинуте м'ясо-молочне тваринництво. У селі працювали цегельний завод, овочева фабрика, винний цех.
Також у Валяві працювали середня школа, у якій навчалося 577 учнів, два клуби на 650 місць, 3 бібліотеки з фондом 22,5 тисяч книг, лікарня на 25 ліжок, пологовий будинок. Протягом 1970—1977 років стали до ладу комбінат побутового обслуговування, торговий центр, готель, їдальня, аптека та будинок культури.

## Населення
Дослідження чисельного та релігійного складу населення Валяви є досить складним, адже не всі історичні джерела є точними та вірогідними. Свідчення, подані Лаврентієм Похилевичем, є чи не першими відомостями про населення Валяви. У своєму описі села він вказує, що 1741 року у селі нараховувалося 100 дворів, кількість жителів, на жаль, невідома. Цікавим джерелом свідчень про мешканців Валяви є зібрання історичних документів «Архив Юго-Западной России», у другому томі п'ятої частини цього видання оприлюднено переписи єврейського населення на землях Київського воєводства, які відбулися в 1765—1791 рр. Перший перепис було проведено 1765 року, тоді у Валяві проживало 11 євреїв, 1778 р. — 5, 1784 р. — 8, 1787 р. — 10 у селі та ще 2-є осіб у Валявській корчмі.

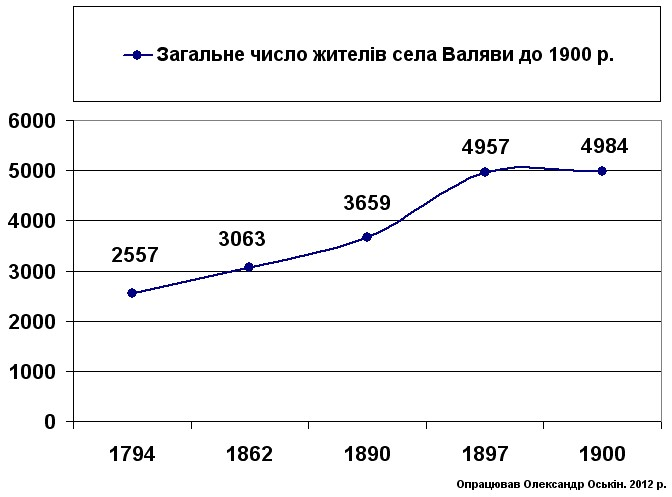
Загальне число жителів Валяви до 1900 р.

Перші ж відомості про загальну чисельність населення датуються 1794 роком, саме тоді по смерті Григорія Потьомкіна, власника Смілянщини, Валява у складі Городиського ключа перейшла у власність до Олександри Браницької (Енґельгардт). Вважається, що на той час в селі проживало 2557 осіб, з них чоловіків — 1294, жінок — 1263. З географічно-статистичного словника Російської імперії, виданого 1862 р. під редакцією Петра Семенова, дізнаємося, що в селі було 525 дворів, у яких мешкало 3063 особи. Згідно ж з енциклопедією Брокгауза та Ефрона, виданою 1890 року, у селі проживало 3659 мешканців, а в географічному словнику Королівства Польського, виданому 1892 р., вказується чисельність у 3620 жителів.
Першим же достовірним джерелом інформації є перший перепис населення Російської імперії, проведений у 1897 р., що на відміну від попередніх статистик він подає вищу лічбу жителів села, а саме 4957 осіб, серед них чоловіків — 2469, жінок — 2488. Поділ за релігійними поглядами виглядав наступним чином: 4843 особи — православні, 111 осіб — юдеї, визнання трьох осіб не встановлено. 1900 року в селі було 963 двори, кількість населення становила 4984 особи, з них чоловіків — 2456, жінок — 2528 (в середньому по 5 осіб на один жилий дім).
1 січня 1919 року населення в селі налічувало 8932 чоловік та відомо, що станом на 1 січня 1916 року в селі проживали 41 особа, які сповідувала погляди штундизму. Чисельність населення на 1-ше січня 1965 року становила 4436 чоловік. На 2009 рік в селі було 1352 двори, у яких проживали 2525 чоловік, станом же на 01.01.2022 у селі зареєстровано 2059 осіб.

### Мова
Розподіл населення за рідною мовою за даними перепису 2001 року:
| Мова            | Кількість | Відсоток |
| --------------- | --------- | -------- |
| українська      | 2599      | 98.41%   |
| російська       | 37        | 1.40%    |
| польська        | 1         | 0.04%    |
| інші/не вказали | 4         | 0.15%    |
| Усього          | 2641      | 100%     |

## Сучасність села

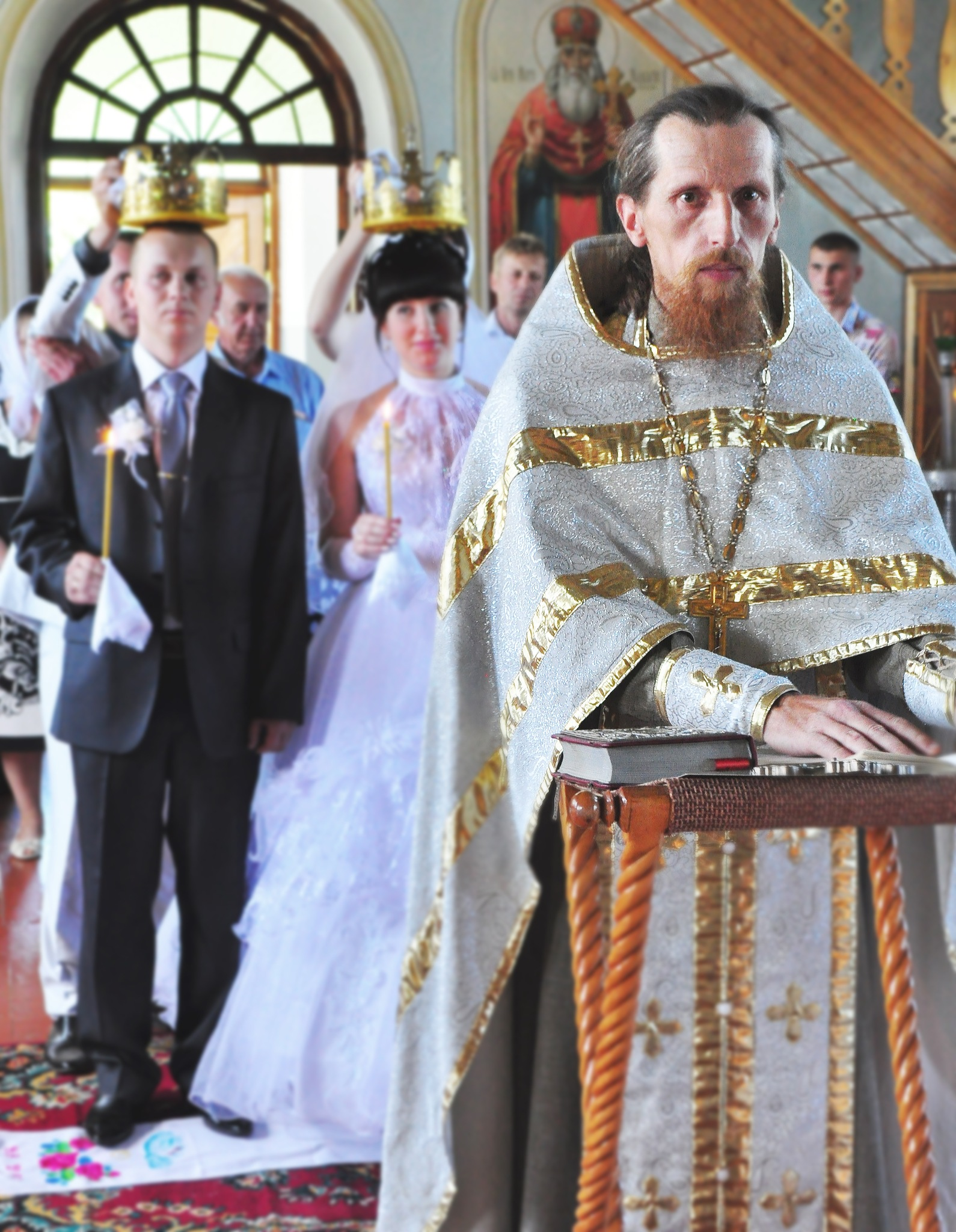
Обряд вінчання в Свято-Покровській церкві Валяви. 2011 рік.

З отриманням Україною незалежності мешканці села збудували нову церкву, адже як Покровська так і Введенська церкви були зруйновані комуністами. Нова церква отримала отримала назву Введенської і була побудована виключно коштом та зусиллями селян.
В селі працюють ТОВ НВФ "Урожай"( струкрура МХП) та фермерські господарства. Є дитсадок, дільнична лікарня, церква, центр культури і клуб на хуторі Ювілейний, бібліотека.

## Цікаві факти
| Найпоширеніші прізвища в селі Валява на початку XX століття. |
| --- |
| Арешкович, Багай, Баклицький, Барабаш, Баран, Басай, Басдай, Бевз, Безпалий, Безпояско, Блоха, Багач, Бур'ян, Гайдай, Гайзенко, Ганзенко, Гаркуша, Гейко, Голик, Горбань, Губарь, Дігтяр, Діхтер, Дякун, Жежер, Жуган, Заруба, Зозуля, Іщенко, Кібальник, Клепка, Клименко, Коваль, Колеснік, Коломієць, Корінь, Косенко, Костенко, Кривокобила, Криворучко, Кулинич, Куліш, Кучер, Кучиленко, Кучменко, Лапченко, Литвин, Лисенко, Лищенко, Мазур, Малеша, Малина, Махиня, Маховський, Мелевник, Мленовий, Нечипоренко, Нікітенко, Овчар, Осадчий, Остапенко, Пісковий, Плужник, , Пономаренко, Пономарь, Прокопенко, Прядка, Пухтій, Ревуцький,, Рудоман, Ринковий, , Сухопаров, , Твердохліб, Тимошенко, Тимченко, Ткаченко, Трегуб, Улізько, Хобот, Цимбал, Черкаський, Чупилко, Чхало, Шевченко, Шкура, Щербаченко |

## Відомі люди
В селі народилися:
- Архангельський Михайло Володимирович (27 січня 1898 — 1938) — українець, з релігійного середовища, завідувач кредитного групою відділу державного банку Дніпропетровської обл. Засуджений за участь у націоналістичній організації, розстріляний НКВС у 1938 р.[37];
- Бармін Олександр Григорович (16 серпня 1899 — 25 грудня 1987) — розвідник, дипломат, завідувач відділу російської служби «Голос Америки»[38];
- Басай Леонтій Петрович (12 червня 1882 — 1938) — священик, священномученик, настоятель Покровської церкви в Валяві до 1933 року. Після закриття церкви здійснював богослужіння, з 1935 року проживав в Черкасах. Арештований 25 грудня 1937 р., розстріляний 14 січня 1938 р. в київській в'язниці[39];
- Білявський Федір Леонтійович (1888 — 3 листопада 1937) — українець, ієромонах Покровської церкви в Москві, в 1933 р. засуджений за контрреволюційну агітацію та висланий до Соловків, в 1937 р. розстріляний НКВС під Сандармохом[40];
- Гайдай Лідія Іванівна (25 серпня 1944 —) — кандидат історичних наук, доцентка Волинського національного університету імені Лесі Українки, член-кореспондент Української історичної академії наук, лауреатка премії імені Дмитра Яворницького (2004 р.);
- Гаркуша Сергій Вікторович (1990—2018) — старший солдат Збройних сил України, учасник російсько-української війни.
- Лапченко Григорій Гнатович (25 січня 1801–1876) — живописець, академік Петербурзької академії мистецтв, був одружений з відомою італійською натурницею Вітторією Кальдоні, яка позувала багатьом відомим європейським художникам;
- Лисенко Юрій Семенович (21 квітня 1910 — 12 березня 1994) — український кінорежисер, сценарист;
- Махиня Михайло Михайлович (1906–1987) — депутат Верховної Ради УРСР 7-9-го скликань;
- Махиня Пантелій Климентійович (1890–1922) — радянський революційний поет;
- Павленко Оксана Трохимівна (12 лютого 1895 — 12 квітня 1991) — українська художниця, випускниця Української академії мистецтв, учениця представника «розстріляного відродження» Михайла Бойчука;
- Федоров Едуард Юрійович (1996—2018) — солдат Збройних сил України, учасник російсько-української війни.
- Яровий Петро Павлович (1 жовтня 1917 — 9 січня 1984) — Герой Радянського Союзу, у роки радянсько-німецької війни стрілець 929-го стрілецького полку (254-та стрілецька дивізія, 52-га армія, 2-й Український фронт);